# Günter Eich
Günter Eich (ur. 1 lutego 1907 w Lebus nad Odrą, zm. 20 grudnia 1972 w Salzburgu) – niemiecki poeta. W Polsce ukazał się wybór poezji Güntera Eicha Topografia piękniejszego świata (Warszawa 1980).

## Dzieła
- Rebellion in der Goldstadt – 1940
- Abgelegene Gehöfte – 1948
- Träume. Vier Spiele – 1953
- Botschaften des Regens – 1955
- Stimmen – 1958
- Zu den Akten – 1964
- Anlässe und Steingärten – 1966
- Maulwürfe – 1968
- Ein Tibeter in meinem Büro – 1970
- Nach Seumes Papieren – 1972